# Photedes delattini
Photedes delattini là một loài bướm đêm trong họ Noctuidae.